# Isaac Barakat
Isaac Barakat est le métropolite de l’archidiocèse orthodoxe antiochien d'Allemagne et d'Europe centrale. Il est né en 1966 à Damas.